# 町田山崎団地

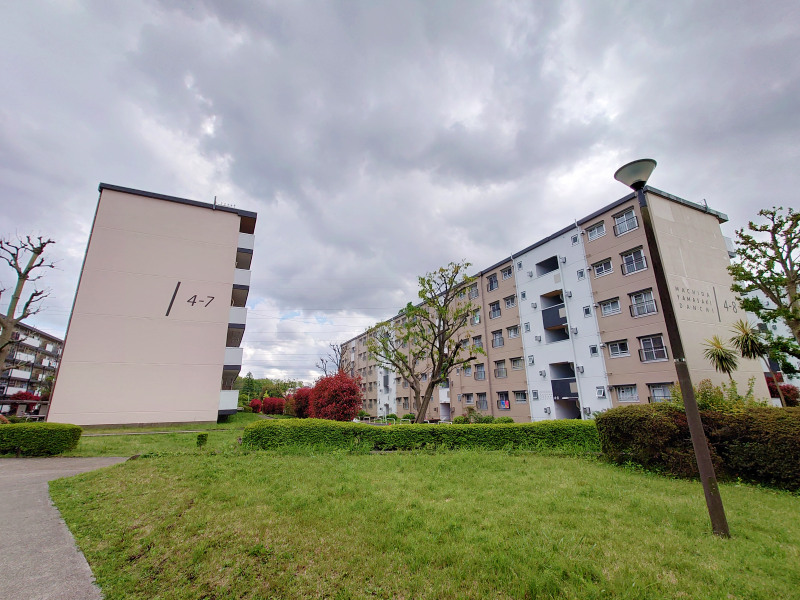
町田山崎団地（4街区）

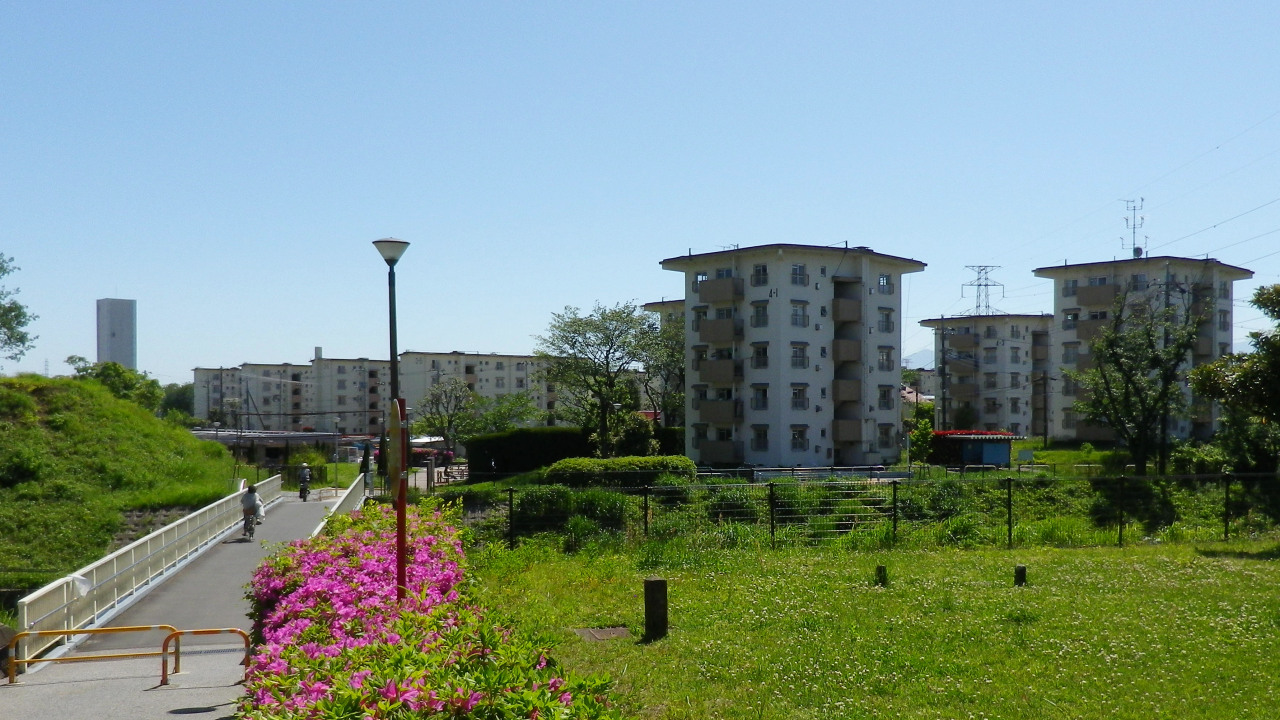
町田山崎団地（3街区･4街区）

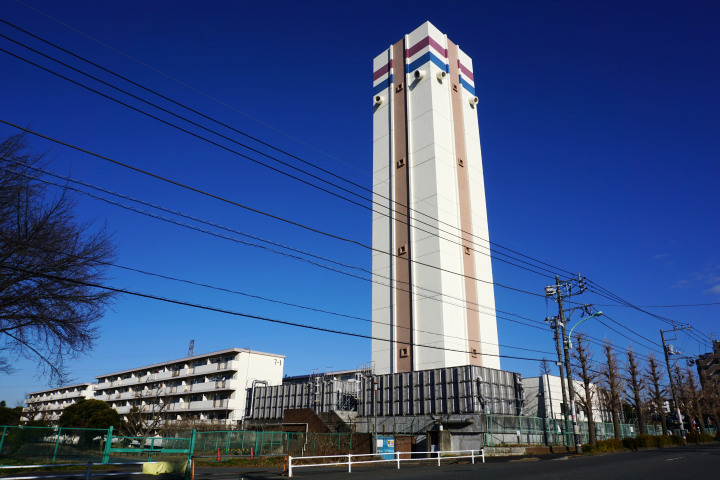
町田山崎団地（7街区）と給水塔

町田山崎団地（まちだやまさきだんち）は、東京都町田市山崎町にある都市再生機構の住宅団地。

## 概要
1968年（昭和43年）から1969年（昭和44年）にかけて、旧日本住宅公団（現・UR都市機構）が公団住宅の大量供給期に建設した集合住宅の一つで、町田市の代表的なマンモス団地である。団地内のバスターミナルである「山崎団地センター」を挟んで反対側に位置する町田木曽住宅（東京都住宅供給公社）や、東側に少し離れたUR藤の台団地と同時期に建設された。総戸数は3,920戸で、現在は全棟が賃貸住宅である（分譲住宅の旧一街区が建替により離脱したため）。南に隣接する町田木曽住宅等とともにニュータウンを形成する。地形上は多摩丘陵と相模野台地の境界付近に当たり、起伏はあるが藤の台団地に比べれば少ない。
現在は2～7街区迄あり、棟番号は街区‐号棟となる(例:2-1→2街区1号棟)。すぐ北の「山崎第二住宅団地」は町田山崎団地とは別地域扱いとなっているが街区の番号は連番となっている(山崎団地は2－〇(2街区)棟から7－〇(7街区)棟まであるが、第二団地の棟番号は全て8－〇となっている)。また1街区は近年建替が行われ、管理者がURからサンヒルズ町田管理組合へと移った事で事実上消滅、現在では「サンヒルズ町田山崎」という山崎団地には含まれない別地区扱いとなっている。
最盛期には1.5万人を超える人口を擁したが、少子高齢化などの影響で人口は約5.5千人（2024年現在）で、年々減少傾向にある。

## 推移

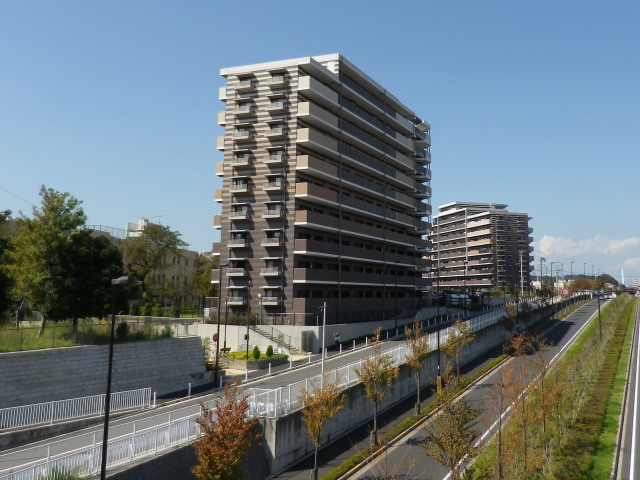
サンヒルズ町田山崎

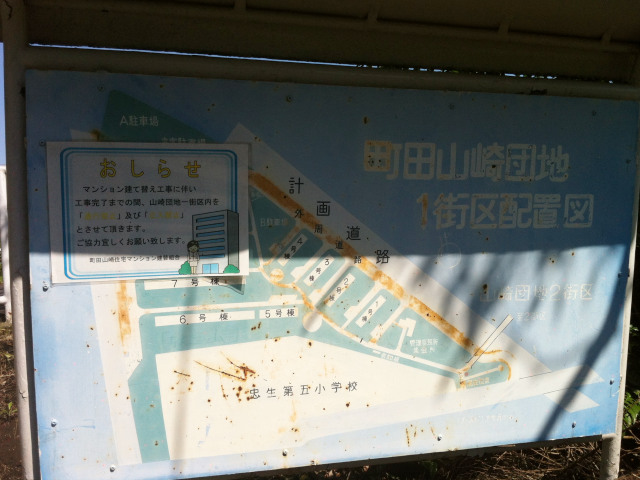
建替前の山崎団地一街区配置図

2007年（平成19年）10月には、団地造成時から長年整備が行われなかった町田都市計画道路3・3・36号線が開通した。
2009年（平成21年）秋には、山崎一丁目に当たる旧一街区（分譲住宅）で建替組合による自主建て替えが行われ、建て替え後は「サンヒルズ町田山崎」という名称になっている。建て替え前は9棟あった建物が、建て替えによる高層化で3棟になり、余った土地は町田市及び不動産業者へ売却され、戸建住宅用地などに転用された。この地区は現在、URを離れサンヒルズ町田山崎管理組合によって管理されており、本項における町田山崎団地とは別地区の扱いとなっている。
2013年（平成25年）には日本国内の住宅団地で初めて、ヤギによる除草の実証実験を団地内の都市計画道路用地で行い、その様子がマスメディアにも取り上げられた。その後、周辺住民へのアンケートや実証実験の結果を踏まえ、安全性・コスト面等で実用性があることから、2014年（平成26年）から2017年（平成29年）まで同じ場所で毎年秋にかけて行われるようになり、他の住宅団地にも拡大した。
2014年（平成26年）4月には、五街区の町田市立山崎保育園が老朽化に伴い、サンヒルズ町田山崎の隣接地にあった旧町田市立忠生第五小学校跡地の一部に保育園を新築移転した。その後、山崎保育園の旧園舎には改修後、2015年（平成27年）4月にカナリヤ保育園が開園した。2019年（令和元年）には、二街区の正和幼稚園が老朽化に伴い、現地建て替えを行った。

## 交通

### 道路

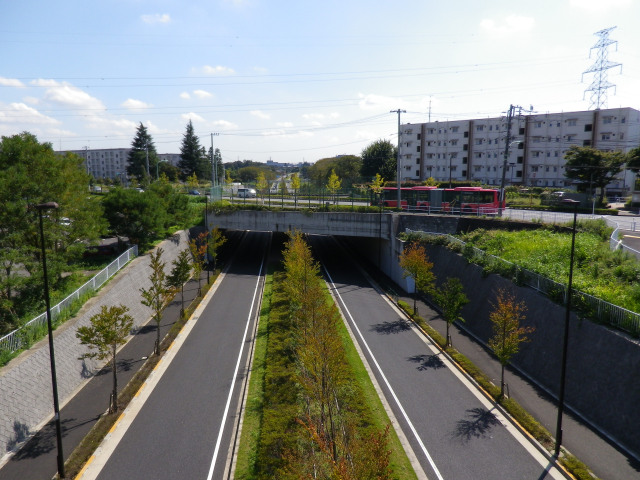
団地いちょう通り（上）と町田3・3・36号相原鶴間線（下）

主要な道路としては、南の町田木曽住宅との間に団地いちょう通りがあり、近隣の藤の台団地・境川団地と結ぶ。南西部には新町田街道（町田都市計画道路3・3・36号線）が通る。

### バス

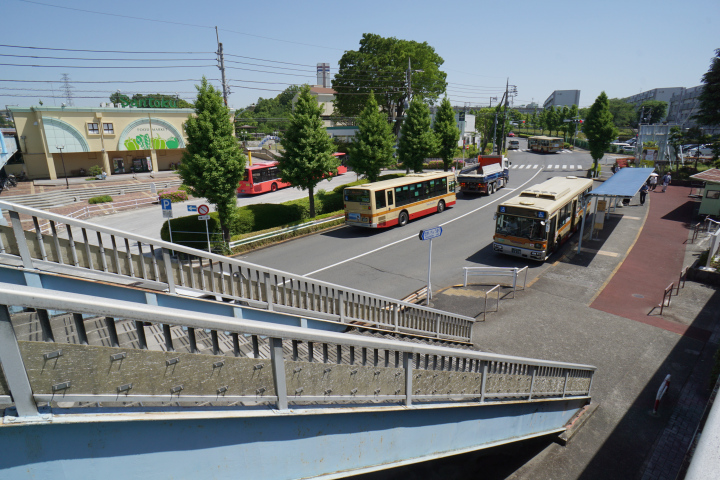
山崎団地センターバス停

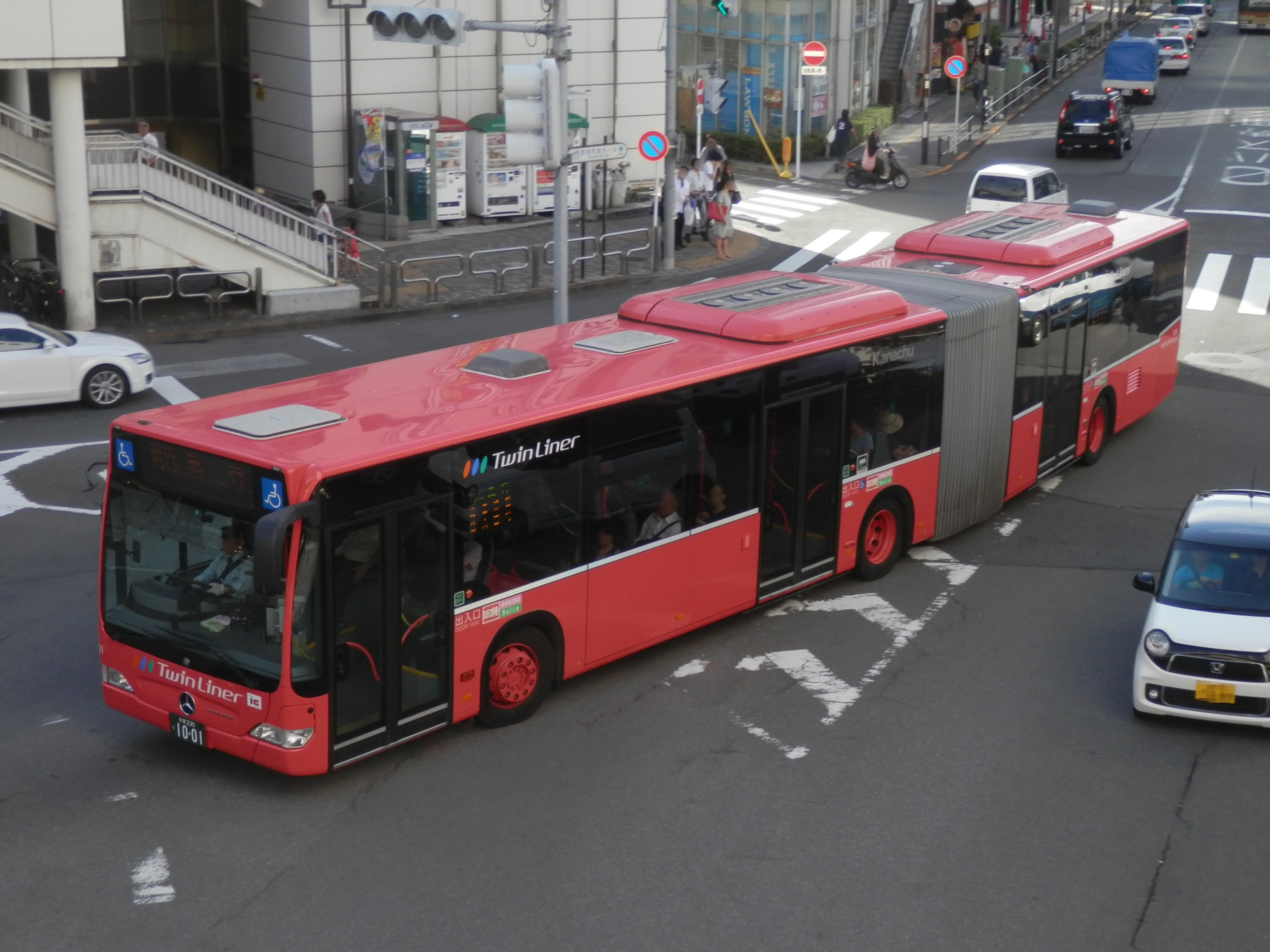
山崎団地センターと町田駅を結ぶ連節バス「ツインライナー」

鉄道駅からは遠いため、公共交通機関は神奈川中央交通が運行している路線バスである。
商店街「山崎団地名店街」に面して位置する「山崎団地センター」（山団センター）止まりの便と、団地を取り囲むように進んだ先の「山崎団地」バス停が終点の便とがある。
町田バスセンターからは連節バスによる急行バス「ツインライナー」が帰宅時間帯を中心に頻繁に運行されている。
特に、都心に通勤する居住者の利用が多いため、1970年12月の時点で深夜バス（原町田駅発23時40分）の運行が始められた歴史がある。また横浜線古淵駅（相模原市南区）からも路線バス便がある。
団地からの距離では古淵駅が近いが、バスの本数は町田駅に接続する町田バスセンター発着便のほうが多い。
町田バスセンターから
- 町13系統：山崎団地センター行き（急行・連節バス）
- 町15系統・町24系統：山崎団地行き
- 町61系統：山崎団地センター経由 野津田車庫行き（深夜バス）

古淵駅から
- 古02系統：山崎団地センター経由 山崎団地行き
- 古03系統：山崎団地センター経由 藤の台団地行き

### モノレール計画
2022年1月28日、多摩都市モノレールの町田方面への延伸に関し、町田山崎団地・木曽住宅近辺を通過するルートが選定されたことが東京都より発表された。

## 施設

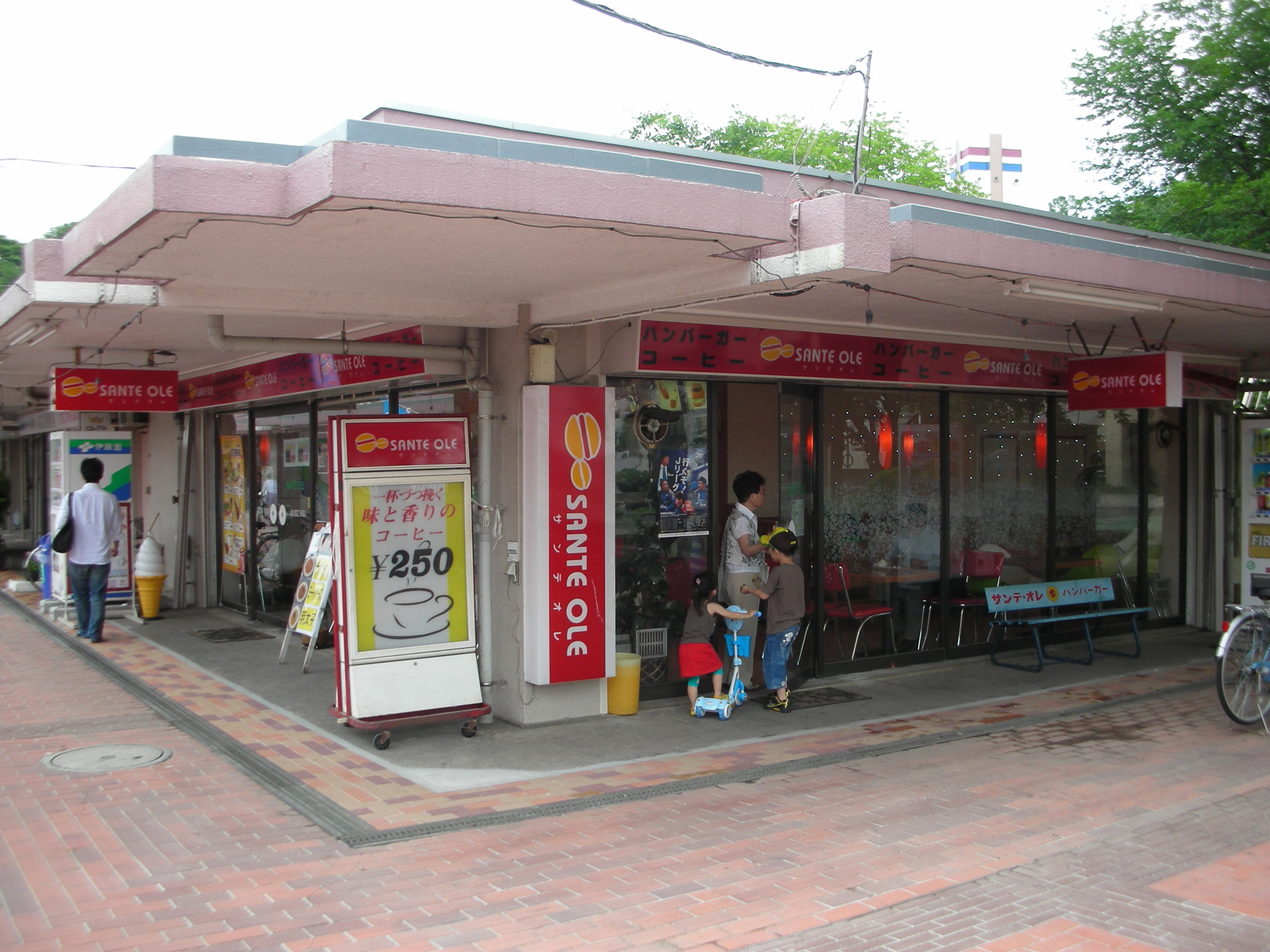
山崎団地名店街で営業していたサンテオレ町田山崎店

### 公共施設
- 木曽山崎コミュニティセンター
  - 町田市役所 木曽山崎連絡所（行政窓口）
- 町田市立木曽山崎図書館
- 町田警察署山崎交番
- 町田山崎郵便局（鶴川郵便局山崎団地郵便作業所を併設）

### 商業施設
- 山崎団地名店街（商店街）
- スーパー三徳 町田山崎店
- スーパー三徳 町田北店
- スーパー三和 山崎店（団地外）
- セイムス本町田薬局（団地外）
- ミニストップ町田山崎団地店
- ファミリーマート町田山崎町店（団地外）
- セブンイレブン町田山崎新道店（団地外）

### 学校
- 町田市立七国山小学校
- 町田市立山崎中学校（団地外）
- 東京都立山崎高等学校（団地外）
- 桜美林大学東京ひなたやまキャンパス（団地外）

### 公園
- 山崎公園（団地外）
- 山崎自然公園（団地外）
- 町田ダリア園（団地外）

### 過去に存在した施設
- 町田市立忠生第六小学校

七国山小学校（旧・忠生第七小学校）の真向かいに位置するが、団地の少子化で周辺の忠生第五、第七小学校との統廃合により、2003年3月閉校。2003年4月から1年間は統廃合によって誕生した七国山小学校の仮校舎として使用され、2022年度より解体が進められ、跡地の一部には2025年4月に町田忠生小山エリア中学校給食センターが整備された。
- サンテオレ町田山崎店[15]

山崎団地名店街で営業していたファーストフード店。 2013年1月31日閉店。東京都内としては最後の店舗だった。
- 三井住友銀行町田山崎出張所[17]

山崎団地名店街で営業していた有人店舗だったが、町田支店内への移転に伴って、2020年12月18日をもって有人店舗としての営業を終了し、ATMコーナーのみを残して無人店舗化されたものの（無人化後は「町田山崎団地出張所」に改称）、2021年9月30日でATMコーナーも廃止され、店舗が完全閉鎖された。なお、2021年9月13日より近隣の町田木曽団地名店街に同行のATMコーナーが新設されている。

## 関連人物
- AYANO! - 町田市出身のギタリスト。山崎団地名店街で居酒屋「もつ鍋処さくら」を経営。以前は駄菓子屋「ぐりーんハウス」も経営していたが、2019年9月に一旦閉店[21]し、別オーナーに譲渡された[22]。
- 八木義徳 - 芥川賞作家。町田山崎団地を終の棲家とした。
- 竹内涼真 - 町田市出身の俳優。5街区に居住していた。
- 竹内唯人 - 町田市出身の歌手、モデル。竹内涼真の実弟。
- たけうちほのか - 町田市出身のモデル、タレント。竹内涼真の実妹。